# Magistral
Magistral är en ort i Mexiko.   Den ligger i kommunen Concordia och delstaten Sinaloa, i den centrala delen av landet, 800 km nordväst om huvudstaden Mexico City. Magistral ligger 201 meter över havet och antalet invånare är 158.
Terrängen runt Magistral är huvudsakligen kuperad. Magistral ligger nere i en dal. Runt Magistral är det glesbefolkat, med 15 invånare per kvadratkilometer. Närmaste större samhälle är Concordia, 10,7 km sydväst om Magistral. I omgivningarna runt Magistral växer i huvudsak lövfällande lövskog.